# 多元变量统计
多元变量统计（Multivariate statistics，或作Multivariate statistical analysis、Multivariate analysis，多因素分析、多重变量分析）是社会学、医学、金融、数量心理学、市场营销等常用的一系列在一个时点观察并分析多个统计变量的实证分析方法的总称，目前在应用和理论研究上十分活跃，常用软件是有MATLAB、SAS、R、SPSS等等。

## 内容
主要包括以下分析方法：
- 标准相关分析
- 方差分析（Analysis of variance）
- 回归分析
- 逻辑回归分析（二类评定回归分析，Logit模型）
- 判别分析（Linear discriminant analysis）
- 线性判别分析 Linear Structure Relation, LISREL
- 主成分分析（因子分析）（Factor analysis）
- 聚类分析（Cluster analysis）
- 联合分析
- 多维标度（多维尺度）
- 离散选择法